# Јапански бојни брод Јамато
Јамато (јап:大和 ) је био водећи брод класе Јамато, Јапанске царске морнарице за време Другог светског рата. Јамато и Мусаши, су били најтежи бојни бродови икада направљени, тежине 72,800 тона под пуним оптерећењем и опремљени са девет топова калибра 46 cm(40 cm/45 топ Типа 94), који су били највећи топови икада монтирани на бојни брод. Ни један брод није преживео рат.
Назван по старој јапанској Јамато провинцији, Јамато је био дизајниран да се супротстави бројчано надмоћнијој флоти САД, које су биле главни непријатељ Јапана у рату на Пацифику. Кобилица је била постављена 1937. године и званично уведен у службу недељу дана након напада на луку Перл Харбор крајем 1941. године. Током 1942. године служио је као главни брод Јапанске комбиноване флоте, а у јуну 1942. године адмирал Исороку Јамамото је управљао флотом са његовог командног моста током битке код Мидвеја, која је била потпуни пораз за Јапан. Мусаши је преузео улогу водећег брода комбиноване флоте почетком 1943. године, док је Јамато провео остатак године и већи део 1944. на релацији између највећих јапанских војних лука Трук и Куре, одговарајући на америчке претње у региону. Иако је био присутан у бици за Филипинско море, није имао активно учешће у борби.
Једини пут када је Јамато употребио своје топове је било у октобру 1944. године, када је послат на мисију да спречи америчку инвазију Филипина током битке за залив Лејте. Победа им је била загарантована али јапанска флота се повукла мислећи да је пред њима цела америчка флота носача, иако су то само били лаки пратећи носачи авиона.
Током 1944. године Јапан је изгубио већи део своје флоте, а почетком 1945. јапанска флота је била толико истрошена да су једва имали горива за своје бродове. У очајничком покушају да се заустави напредовање Америке на Окинавy, Јамато је послат на мисију без повратка у априлу 1945. године. Посади је било наређено да насучу брод на обалу и да се боре до смрти. Међутим Јамато је примећен јужно од Кјушуа од стране америчких подморница и авиона. Јамато је потопљен 7. априла 1945. године од стране америчких бомбардера изгубивши већи део своје посаде.

## Дизајн и градња
Кобилица Јамата је била постављена 4. новембра 1937. године у бродоградилишту Куре у Хирошими. Лука је била специјално дизајнирана да би се изградио Јамато. Пристаниште је удубљено за метар и додати су огромно кранови који су могли да понесу до 350 тона. Овај пројекат је одрађен у апсолутној тајности. Јамато је поринут 8. августа 1940. године а њиме је тада командовао капетан Мијазато Шутоку.

### Наоружање
Наоружање брода Јамато се састојало од девет топова калибра 46 cm(40 cm/45 топ Типа 94), који су били највећи топови који су икада монтирани на бојни брод. Сваки топ је био дугачак 21,13 m, тежили су 147 тона и могли су да користе експлозивне и пробојне гранате на удаљености до 42 km. Секундарно наоружање је чинило од дванаест топова калибра 155 милиметара и дванаест топова калибра 127 милиметара. Уз то Јамато је имао двадесет четири топа калибра 25 милиметара. Крајем 1944. и почетком 1945. секундарно наоружање је измењено тако да је Јамато имао шест топова калибра 155 милиметара, двадесет четири топа калибра 127 милиметара а број противавионских топова калибра 25 милиметара је повећан на 162.

## Служба

### Поморске вежбе и почетне операције
У октобру и новембру 1941. године, Јамато је био на поморским вежбама где је достигао своју максималну брзину од 27 чворова. Пошто је рат био све ближе, јапанске власти су одлучиле да убрзају изградњу и Јамато је званично поринут 16. децембра., месецима пре предвиђеног рока, у Куре бродоградилишту. Церемонија отварања је била веома скромна за тако велик и битан брод, јер су јапанске власти желе да сакрију карактеристике брода по сваку цену.
Јамато је био командни брод за време битке код Мидвеја, а њиме је управљао адмирал Исороку Јамамото, који је командовао јапанском комбинованом флотом. Његов план је био осујећен, а Јамато је био предалеко од борбе да би активно учествовао у њој.
Јамато није учествовао у патролама и бомбардовању острва Гуадалканал, где су се одвијале жестоке битке између јапанске војске и савезничких сила, због велике потрошње горива и недостатка адекватне муниције за испуњење борбених мисија. Јамато је у вођству комбиноване флоте заменио други брод исте класе, Мусаши.
Током децембра 1943. Јамато и Мусаши су коришћени као транспортни бродови због величине и далеког домета. Током једне од транспортних мисија 25. децембра Јамато је био погођен торпедом од стране америчке подморнице, због чега је Јамато био парализован у бродоградилишту Куре. Јамато је добио огромна унапређења у периоду од 25. фебруара до 18. марта 1944. Оклоп је побољшан, нарочито у виду заштите од торпедних напада, првенствено због претходног торпедног напада у ком је претрпљено велико оштећење. Секундарно наоружање је скроз промењено, а противавионска одбрана знато побољшана. Једно од најбитнијих унапређења је уграђивање ваздушног и површинског радара. Јамато је после неколико вежби био спреман да се врати у борбу 28. априла 1944. године.

### Битка за Филипинско море
У току битке за Филипинско море Јамато је био део флоте која је организована да би нанела одлучујући ударац америчкој флоти која је била бројчано надмоћнија и искуснија у борби. Борба је била велики пораз за Јапан, а Јамато је допринео борби тако што је грешком пуцао на пријатељске авионе. Након борбе Јамато је био додатно побољшан нарочито у виду заштите од ватре и плављења, тако што су све запаљиве материје склоњене са брода, све фарбе су биле премазане силицијумом. Такође је повећан број пумпи за воду и појачана способност борбе против пожара. И Мусаши и Јамато су наредна три месеца провели у луци.

### Битка за залив Лејте
Јамато је за време битке за залив Лејте, од 22. до 25. октобра 1944. године учествовао у борбеним операцијама као део флоте Центар, коју је предводио Такео Курита. Циљ ове флоте је био да заустави искрцавање америчких трупа на Филипине. Током ноћног пролаза кроз мореуз Сан Бернандино, Централна флота је била нападнута од стране две америчке подморнице које у успеле да потопе 2 јапанске тешке крстарице и избаце још једну из борбе, што је знатно ослабило могућност флоте да се супротстави ваздушним нападима.

### Битка за море Сибујан
Следећег дана током борбе за море Сибујан оштећена флота, у чијем саставу су били Јамато и Мусаши, је ушла у коштац са америчким носачима авиона, који су нанели омању штету, која није избацила Јамато из борбе. Међутим Мусаши је постао главна мета америчких носача који су га током борбе потопили после 17 директних погодака бомбама и 19 торпеда.